# Kazimierz Korzan
Kazimierz Korzan (ur. 8 stycznia 1925, zm. 10 sierpnia 2015 w Katowicach) – polski prawnik, specjalista prawa cywilnego, profesor nauk prawnych, sędzia Sądu Najwyższego.

## Życiorys
W 1951 ukończył studia prawnicze na Katolickim Uniwersytecie Lubelskim.
Stopień naukowy doktora uzyskał w Uniwersytecie im. Adama Mickiewicza w Poznaniu. W 1979 otrzymał tytuł naukowy profesora nauk prawnych. Był m.in. nauczycielem akademickim Uniwersytetu Śląskiego, gdzie na Wydziale Prawa i Administracji pełnił funkcję kierownika Katedry Postępowania Cywilnego i zajmował stanowisko profesora zwyczajnego.
Pod jego kierunkiem stopień naukowy doktora nauk prawnych otrzymał m.in. Andrzej Torbus i chronobiolog Jerzy Alojzy Sikora.
Był członkiem Rady Państwowego Arbitrażu Gospodarczego, sędzią sądów różnych instancji, w tym Sądu Najwyższego. Był autorem ponad 400 publikacji, w tym ponad 20 książkowych.
Uhonorowany został publikacją: Wokół problematyki cywilnoprocesowej: studium teoretycznoprawne: księga pamiątkowa dla uczczenia pracy naukowej profesora Kazimierza Korzana (red. nauk. Arkadiusz Nowak, 2001).

## Miejsce spoczynku
13 sierpnia 2015 został pochowany na cmentarzu przy ul. Sienkiewicza w Katowicach.

## Wybrane publikacje
- Arbitraż i postępowanie arbitrażowe. Skrypt dla studentów prawa i administracji, Warszawa: Państwowe Wydawnictwo Naukowe, 1980.
- Komornicy jako organy egzekucyjne w nowych warunkach ustrojowych (poszukiwanie optymalnych rozwiązań), Sopot: Wydawnictwo Stowarzyszenia Komorników Sądowych, 1994.
- Koszty postępowania cywilnego a nakłady państwa na utrzymanie wymiaru sprawiedliwości, Gdańsk: „Lex”, 1992.
- Kurator w postępowaniu cywilnym, Warszawa: Wydawnictwo Prawnicze, 1966.
- Ochrona praw człowieka oraz wpływ nauki na ugruntowanie praworządności, Katowice: [„Res-Type”], 2000.
- Orzeczenia konstytutywne w postępowaniu cywilnym, Warszawa: Wydawnictwa Prawnicze, 1972.
- Orzeczenia zastępujące oświadczenia woli w sądowym postępowaniu cywilnym, Warszawa: Państwowe Wydawnictwo Naukowe, 1977.
- Postępowanie nieprocesowe, Warszawa: C. H. Beck, 2004.
- Postępowanie nieprocesowe, Katowice: UŚ, 1983 (wiele kolejnych wydań)
- Przestrzeganie norm cywilnoprocesowych jako instrumentu zapobiegającego powstaniu szkody w przedsiębiorstwie, Katowice: UŚ, 1977.
- Sądowe postępowanie zabezpieczające i egzekucyjne w sprawach cywilnych, Warszawa: Państwowe Wydawnictwo Naukowe, 1986.
- Studia z procesu cywilnego, Katowice: UŚ, 1986.
- Wykonanie orzeczeń w sprawach o roszczenia pracowników ze stosunku pracy. Studium teoretycznoprocesowe, Katowice: UŚ, 1985[7].